# Olios clarus
Olios clarus är en spindelart som först beskrevs av Eugen von Keyserling 1880.  Olios clarus ingår i släktet Olios och familjen jättekrabbspindlar. Inga underarter finns listade i Catalogue of Life.